# Jó de Moscou
Jó (russo: Иов; nome secular: Ivan; Staritsa (Oblast de Tver), 1525 - Staritsa, 19 (29) de junho de 1607), também conhecido como Jó de Moscou, foi o primeiro Patriarca de Moscou e Toda a Rússia (1589-1605) e é um santo da Igreja Ortodoxa Russa, canonizado em 09 de outubro de 1989.
Em 1586 ele se tornou Metropolita de Moscou, substituindo o deposto Dioniso II. Sua elevação a Patriarca em 1589 marcou a conquista definitiva da autocefalia da Igreja Ortodoxa Russa e a entrada do novo Patriarcado de Moscou na Pentarquia, no lugar de Roma.

## Biografia

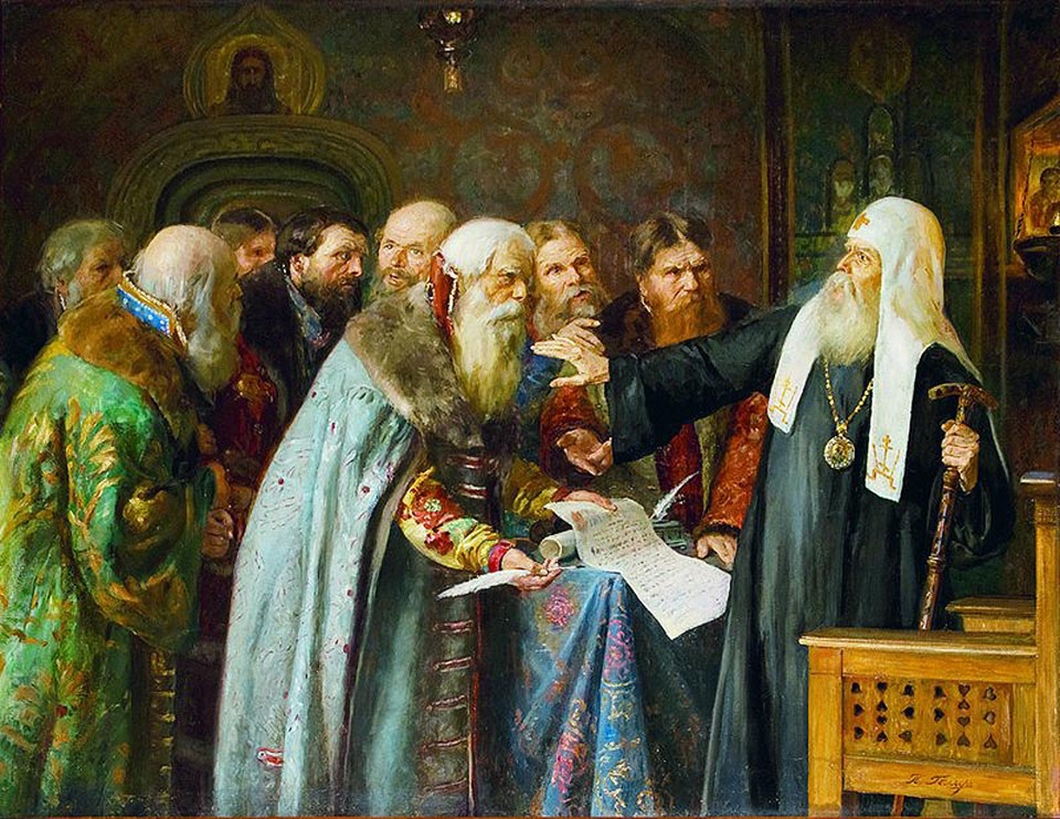
Jó se recusa a reconhecer o Falso Dimitri como filho de Ivan, o Terrível

O futuro Patriarca nasceu por volta de 1525 em Staritsa. Estudou na escola do Mosteiro da Assunção de Staritsa, onde em 1556, sob a influência do Arquimandrita Germano, tomou tonsura monástica com o nome de Jó, em homenagem a Jó.
Posteriormente, tornou-se Hegúmeno (de 6 de maio de 1569 a 1571) do Mosteiro da Assunção de Staritsa. Como Staritsa era um dos centros da Oprichnina, atraiu a atenção de Ivan, o Terrível, o que resultou na eleição do abade do mosteiro na categoria de Arquimandrita. Em 1571 foi transferido para Moscou para o mesmo posto no Mosteiro Simonov. Em 1575 tornou-se arquimandrita do Mosteiro real de Novospassky em Moscou. 16 de abril de 1581, o Metropolita Dionísio de Moscou, em concelebração com outros bispos russos, ordenou o Arquimandrita Jó como Bispo de Kolomna e Kashira. Esteve em Kolomna até 1586, quando foi nomeado Arcebispo de Rostov.
Desde meados de 1580 ele foi um associado próximo de Boris Godunov. Com a ajuda do Concílio dos Bispos em 1586, foi elevado à Metropolita de Moscou (1586) e em 5 de fevereiro de 1589 foi elevado à primeiro Patriarca de Moscou, pelo Patriarca Jeremias II de Constantinopla, que estava em Moscou. Depois disso, ele apoiou a política de Boris. Dos importantes eventos religiosos de seu patriarcado, a canonização de Basílio, o Beato e José de Volotsk, a difusão do cristianismo na região do Volga, que foi conquistada sob Ivan, o Terrível, e na Sibéria que foi anexada apenas no reinado de Boris Godunov. A impressão de livros litúrgicos aumentou. A pedido do Rei georgiano Alexandre II de Caquécia, foram enviados à Geórgia "professores para corrigir a fé ortodoxa".
A morte de Godunov em 1605 e a vitória do Falso Dimitri também significaram a queda de Jó. Ele recusou-se a reconhecer o impostor como filho de Ivan o Terrível e exigiu lealdade dos moscovitas a Teodoro, o Falso Dimitri e seus partidários, "que traíram o Czar e, portanto, são ladrões e apóstatas e o chamam de Príncipe Dimitri", foram anatematizados pelo Patriarca. Como o secretário de Jó por algum tempo foi Gregório Otrepiev, os pesquisadores que identificam este personagem com o Falso Dimitri, explicam o desejo deste de retirar Jó de Moscou o mais rápido possível por sua relutância em ser exposto. O próprio Patriarca Jó em suas cartas chamou o Falso Dimitri de "um desviado, um conhecido ladrão, no mundo seu nome era Yushko Bogdanov, filho de Otrepiev, ele viveu no quintal dos Romanovs e roubava. ...e eu, Jó, o Patriarca, o tive em minha corte como diácono para escrever livros. E depois disso, fugiu de Moscou para a Lituânia". Jó foi destituído da cátedra e preso em um mosteiro em sua terra natal, Staritsa, mesmo antes da chegada do impostor na capital, que ordenou "levá-lo até lá pelos oficiais de justiça" e mantê-lo "em amargo pesar". Após o assassinato do Czar Teodoro Godunov, Jó foi preso durante um Serviço Divino na Catedral da Assunção do Kremlin, teve seus paramentos patriarcais retirados e foi enviado ao exílio como um simples monge. Após a expulsão de Jó, o Conselho da Igreja elegeu um novo Patriarca de Moscou, Inácio, um grego que havia se juntado aos partidários do Falso Dimitri. No entanto, a mudança de patriarcas não foi lícita: o prelado Jó não foi deposto, nem desprovido de sua dignidade.
Em Staritsa, Jó viveu mais dois anos e morreu em 1607. Antes de sua morte, reabilitado sob Basílio Shuisky, visitou Moscou, mas por causa da saúde (completamente cego) recusou-se a retornar ao trono patriarcal e retornou a Staritsa onde morreu em 19 (29) de junho e foi enterrado no Mosteiro da Assunção de Staritsa.
Segundo relatos contemporâneos, ele era "excelente no canto e na leitura, como trombeta, entretendo e encantando a todos", e recitava de cor o Saltério, o Apóstolo e o Evangelho. Ele era um tradicionalista e um conservador. Seu "Testamento" e "O Conto do Czar Teodoro Ivanovich" (um elogio escrito após a morte do czar elogiando suas virtudes) foram deixados por ele.